# مايلز تيلر
مايلز تيلر (بالإنجليزية: Miles Teller)‏ (ولد 20 فبراير، 1987) هو ممثل أمريكي، جذب الانتباه في 2010 لدوره في «جحر الأرنب» (Rabbit Hole).

## سيرة
ولد مايلز تيلر في بلدة داونغتاون في بنسلفانيا. والداه ميري فلورز ومايك تيلر من نيو جيرسي. هو عاش في عدة أمكان عندما كان طفل، بسبب وظيفة أبوه كمهندس محطة نووية. حصل على بكالوريوس في الفنون الجميلة من كلية تيش للفنون في جامعة نيويورك.
ظهر تيلر في المسرحية الموسيقية Footloose، والمقتبسة عن فيلم ظهر في الثمانينات يحمل نفس الأسم. هذا أدى إلى ضمه إلى طاقم تمثيل إعادة صنع الفيم Footloose والتي لعب فيها نفس شخصية المسرحية. في 2013، شارك في 21 & Over وفيلم الدراما والرومانسية The Spectacular Now.

## الأعمال

### أفلام
| السنة | العنوان                  | الدور        | ملاحظات                              |
| ----- | ------------------------ | ------------ | ------------------------------------ |
| 2004  | Moonlighters             | مايلز        | فيلم قصير                            |
| 2007  | A Very Specific Recipe   | لي           | فيلم قصير                            |
| 2008  | The Musicians            | ميجيل        | فيلم قصير                            |
| 2009  | The Unusuals             | جيمس بورلند  | مسلسل تلفزيوني; حلقة: "Boorland Day" |
| 2010  | The Track Meet           | أندرو        | فيلم قصير                            |
| 2010  | Rabbit Hole              | جيسون        |                                      |
| 2011  | Footloose                | ويلارد هيويت |                                      |
| 2012  | Project X                | مايلز        |                                      |
| 2013  | 21 وأكثر                 | ميلر         |                                      |
| 2013  | Get a Job                | ويل ديفيس    |                                      |
| 2013  | Two Night Stand          | أليك         |                                      |
| 2013  | المدهش الآن              | سوتر كيلي    |                                      |
| 2014  | Are We Officially Dating | دانيال       |                                      |
| 2014  | Divergent                | بيتر         |                                      |
| 2016  | كلاب حرب                 | دايفيد باكوز |                                      |
| 2017  | شكرا لخدمتك              | أدم شومان    |                                      |
| 2022  | توب غان: مافريك          | برادلي       |                                      |
| 2025  | الأخدود                  | ليفاي كين    |                                      |

## وصلات خارجية
- مايلز تيلر على موقع IMDb (الإنجليزية)
- مايلز تيلر على موقع روتن توميتوز (الإنجليزية)
- مايلز تيلر على موقع مونزينجر (الألمانية)
- مايلز تيلر على موقع ألو سيني (الفرنسية)
- مايلز تيلر على موقع ميوزك برينز (الإنجليزية)
- مايلز تيلر على موقع تيرنر كلاسيك موفيز (الإنجليزية)
- مايلز تيلر على موقع أول موفي (الإنجليزية)
- مايلز تيلر على موقع بوكس أوفيس موجو (الإنجليزية)
- مايلز تيلر على موقع قاعدة بيانات الأفلام السويدية (السويدية)
- مايلز تيلر على موقع قاعدة بيانات الفيلم (الإنجليزية)